# محمد الوافي
محمد الوافي (مواليد 7 يناير 2003، لاعب كرة قدم إماراتي يجيد اللعب كلاعب وسط مع نادي الجزيرة في دوري الخليج العربي الإماراتي.